# Sylvia Millecam
Sylvia Maria Millecam, née le 23 février 1956 à La Haye et morte le 20 août 2001  à Nimègue, est une actrice, présentatrice de télévision et chanteuse néerlandaise.

## Biographie
Sylvia Millecam étudie l'art dramatique à l'Académie de théâtre de Maastricht.
À la télévision, elle est principalement connue pour ses prestations dans le programme de défense du consommateur Ook dat nog! (nl) et celui axé sur les handicapés mentaux, Knoop in je Zakdoek (nl).
Contractant un cancer du sein, elle opte pour des thérapies alternatives, avec, entre autres, un soignant à distance de type New Age, mais y laisse la vie. Deux des médecins l'ayant soignée furent d'ailleurs démis de leurs fonctions.

## Filmographie partielle
- 1981 : Come-Back (en) de Jonne Severijn
- 1987 : Hector de Stijn Coninx : Ella Mattheusen